# Rio Ducinoiu
O Rio Ducinoiu é um rio da Romênia, afluente do Ducin, localizado no distrito de Caraş-Severin.